# Michael Stein (zanger)
Michael Stein, geboren als Ekkehard Hessler (Wolfen, 7 augustus 1950 - Essen, 13 maart 2021) was een Duitse schlagerzanger.

## Jeugd en opleiding
Michael Stein kwam als kind naar de Bondsrepubliek. Hij groeide op en ging naar school in Ihringen en Breisach. Op 7-jarige leeftijd leerde hij accordeon spelen. Tijdens zijn schooltijd speelde hij in een schoolband. In het begin van de jaren 1970 had hij zijn eerste successen als zanger bij diverse dansbands, onder andere bij The Silver Stars.
Zijn militaire dienstplicht verplaatste hem naar Essen. Hij volgde een administratieve opleiding. Hij was tot aan zijn pensioen werkzaam als ambtenaar bij de stad Essen.

## Carrière
In 1984 verscheen zijn eerste single Die Sonne scheint für mich nicht mehr als schlagerzanger, waarmee hij direct landelijk bekend werd. Hij scoorde in december met dit nummer de 3e plaats in de ZDF-Hitparade. Er volgden verdere singles, die evenzo succesvol waren. Hij was meerdere keren te gast in de ZDF-Hitparade en andere muziekprogramma's bij de televisie. Zijn tot dusver enige album verscheen in 1987 en werd 120.000 keer verkocht. Het repertoire bevatte romantische schlagers. Tot 1992 verschenen meerdere singles, daarna werd het iets rustiger rondom hem.
In 1997 vervolgde hij zijn zangcarrière, maar kon niet meer aan zijn oude successen evenaren, zodat hij na vier singles (1999), zijn zangactiviteiten op de plaat aanvankelijk stopzette. In november 2004 trad hij in het kader van de feestelijkheden van 25 Jahre Essener Rathaus na vele jaren weer op. In hetzelfde jaar verscheen ook zijn single Komm, geh nicht vorbei, in 2010 volgde de radiosingle Unser Lied im Radio.
Hij overleed in maart 2021 op 70-jarige leeftijd.

## Discografie (selectie)

### Singles
- 1984: Die Sonne scheint für mich nicht mehr
- 1985: Sandy goodbye
- 1985: Du gehörst zu ihm
- 1986: Adios, Marlena
- 1986: Du bist nicht mehr allein
- 1987: Reden ist Silber
- 1987: Ich hab' Dich lieb
- 1989: Du von nebenan
- 1990: Ich lebe in dir
- 1991: Niemand ist wirklich allein
- 1991: Martinique Cherie
- 1992: Viva Maria
- 1992: Mon Amour
- 1997: Du kannst mich mal
- 1997: Für immer gut drauf (Niemand ist wirklich allein)
- 1998: Parlez-Moi d'Amour (Ich lebe in dir)
- 1999: Und darum lieb ich dich (Nur ein bisschen Zärtlichkeit)
- 2004: Viel zu jung
- 2004: Komm, geh nicht vorbei
- 2005: Einmal ist keinmal
- 2005: Manchmal träum' ich mich zu dir (Komm, geh' nicht vorbei)
- 2010: Unser Lied im Radio
- 2014: Für immer wir
- 2016: Mein Herz
- 2018: Da ist ein Stern

### Albums
- 1987: Meine Träume mit Dir
- 2018: Noch mal aus Träumen Leben machen

- Gemeinsame Normdatei: 135411750
- International Standard Name Identifier: 0000 0000 5860 4289
- MusicBrainz: 70ea49fd-42a6-4f30-adae-8ad3949ab48d
- Virtual International Authority File: 80167400
- WorldCat: E39PBJhCyMrr8ygRf3dCcJ8wG3